# Apatity
Apatity (russisk: Апатиты – direkte oversat: "Apatitter") er en by på 63.300 indbyggere (2002), beliggende mellem floden Imandra og bjergkæden Chibinen på Kolahalvøen i Murmansk oblast i det nordvestlige Rusland ca. 185 km syd for Murmansk og ca. 23 km vest for Kirovsk. Byen er den anden største på Kolahalvøen, efter Murmansk.
Apatity blev grundlagt i 1935 i forbindelse med apatitfund og fik officiel status som by i 1966.
Toglinien Murmansk – Belomorsk (Oktjabrskaja Jernbane) gør stop i Apatity. Derudover ligger flyvepladsen Kirovsk Apatity ved byen.

## Befolkning
| 1939  | 1959   | 1970   | 1979   | 1989   | 2002   |
| ----- | ------ | ------ | ------ | ------ | ------ |
| 4.000 | 15.200 | 45.600 | 62.000 | 88.000 | 64.405 |